# الغواصة الألمانية يو-762
غواصة يو-762 غواصة يو بوت ألمانية من غواصة الفئة السابعة سي بنيت لسلاح بحرية ألمانيا النازية كريغسمارينه، في أحواض كريكسمارينفيفت خلال الحرب العالمية الثانية.

## التصميم
سبقت الغواصات الألمانية من النوع VIIC غواصات من النوع VIIB الأقصر. كان إزاحة يو- 762 769 طنًا (757 طنًا طويلًا) عند السطح و 871 طنًا (857 طنًا طويلًا) أثناء الغمر. كان يبلغ إجمالي طولها 67.10 م (220 قدمًا 2 بوصة) ، وطول هيكل الضغط 50.50 م (165 قدمًا 8 بوصات) ، وشعاع 6.20 م (20 قدمًا 4 بوصات)، وارتفاع 9.60 م (31 قدمًا 6). في)، ومسودة 4.74 م (15 قدمًا 7 بوصة). تم تشغيل الغواصة بواسطة محركي ديزل من نوع Germaniawerft F46 رباعي الأشواط، بست أسطوانات، ينتج ما مجموعه 2800 إلى 3200 حصان متري (2،060 إلى 2350 كيلوواط؛ 2760 إلى 3160 حصانًا) للاستخدام أثناء الظهور على السطح، اثنان من Garbe  Lahmeyer & Co. RP 137 / c محركات كهربائية مزدوجة المفعول تنتج ما مجموعه 750 حصانًا متريًا (550 كيلوواط، 740 shp) للاستخدام أثناء الغمر. كان لديها عمودان ومراوح بطول 1.23 متر (4 قدم). كان القارب قادرًا على العمل على أعماق تصل إلى 230 مترًا (750 قدمًا).